# Heinz Pollwein
Heinz Pollwein (* 27. August 1920 in Amberg; † 28. April 2007) war ein bayerischer Politiker (CSU).

## Leben
Pollwein besuchte die Volksschule in Pfarrkirchen und die Oberrealschule in Passau, wo er 1939 das Abitur machte. Er wurde danach in den Arbeits- und Wehrdienst einberufen, als Oberleutnant entlassen und war dann Oberstabsarzt der Reserve. Nach dem Krieg studierte er Zahnmedizin an der Ludwig-Maximilians-Universität München, erreichte das Staatsexamen und promovierte. Pollwein war zunächst Assistent in Passau und ab 1951 selbständiger Zahnarzt in Griesbach.

## Politik
Im Jahr 1957 war Pollwein Gründungsvorsitzender des CSU-Ortsverbans Griesbach. Er war Vorsitzender des CSU-Kreisverbands Griesbach beziehungsweise ab 1972 stellvertretender Vorsitzender des neuen CSU-Kreisverbands Passau-West. Ferner war er Stadtrat in Griesbach, Mitglied des Kreistags Passau und des Kreisausschusses, stellvertretender Landrat des Landkreises Passau und Vorsitzender der CSU-Kreistagsfraktion sowie Mitglied des Deutschen und des Bayerischen Landkreistags. Von 1982 bis 1990 vertrat er den Stimmkreis Passau-West im Bayerischen Landtag.